# Прибережне (Білгород-Дністровський район)
Прибережне — селище Шабівської сільської громади в Білгород-Дністровському районі Одеської області, Україна. Населення становить 255 осіб.

## Населення
Згідно з переписом 1989 року населення селища становило 162 особи, з яких 72 чоловіки та 90 жінок.
За переписом населення 2001 року в селищі мешкало 255 осіб.

### Мова
Розподіл населення за рідною мовою за даними перепису 2001 року:
| Мова       | Відсоток |
| ---------- | -------- |
| українська | 72,16 %  |
| російська  | 25,1 %   |
| болгарська | 1,18 %   |
| білоруська | 0,39 %   |
| вірменська | 0,39 %   |
| молдовська | 0,39 %   |